# راي جونسون (رسامة)
راي جونسون هي رسامة كندية، ولدت في 1953.